# Slovenská televízia
Slovenská televízia (en català, Televisió eslovaca) va ser una companyia de televisió d'Eslovàquia. Es va fundar l'any 1993 després de l'escissió de Txecoslovàquia, quan l'empresa es va deslligar de la televisió txeca i va començar a funcionar per separat.
Des del dia 1 de gener de 2011, la ràdio i televisió pública eslovaca funcionen dins del grup audiovisual Rozhlas a televízia Slovenska.

## Història
Durant el temps que Eslovàquia va formar part de Txecoslovàquia, la televisió pública va estar integrada en el grup Československá televize (ČST), que gestionava canals per a tot el país sense diferències entre regions. Les primeres emissions a Bratislava van començar en 1956, i es van estendre a tot el país un any després. La caiguda del règim comunista després de la Revolució de Vellut va dotar d'una major llibertat d'expressió als mitjans de comunicació públics.
Amb la creació de la República Federal Txeca i Eslovaca en 1990, va haver canvis en l'organització de ČST. El seu primer canal es va mantenir com a televisió federal (F1), mentre que el segon es va convertir en dues cadenes que només emetrien en les seves nacions: Česká televize a Txèquia i Slovenská televízia (S1) a Eslovàquia. D'aquesta manera, les seves emissions van començar l'1 de juliol de 1991.
L'1 de gener de 1993, Slovenská televízia es va convertir en el grup de televisió pública d'Eslovàquia, país creat després de la dissolució de Txecoslovàquia. Les freqüències de l'antiga televisió txecoslovaca van passar al seu control, fet que li va permetre desenvolupar dos canals nacionals: SVT1 pel senyal de l'antic canal federal i SVT2 per l'espai que ocupava S1. Aquest mateix dia, el grup va ingressar en la Unió Europea de Radiodifusió.
Durant un temps, Slovenská televízia va gestionar un tercer canal de televisió. Amb motiu de la celebració dels Jocs Olímpics de Pequín 2008, es va crear la cadena especialitzada en esports Trojka, que va començar les seves emissions el 8 d'agost. No obstant això, els problemes econòmics del país i el cost dels drets de les proves van propiciar el seu tancament l'1 de juliol de 2011.

## Canales de televisió
Slovenská televízia gestionava dos canals de televisió que també transmeten en alta definició:
- Jednotka: canal generalista dirigit a tots els públics, amb una programació dedicada a la informació i l'entreteniment. Les seves emissions van començar l'1 de gener de 1993, encara que és hereva de l'anterior televisió eslovaca que va iniciar la seva activitat l'1 de juliol de 1991, i el seu nom significa "L'u" en eslovac.
- Dvojka: canal generalista amb una programació minoritària, similar a altres segons canals europeus. Emet espais culturals, esportius i de servei públic, amb especial atenció a les minories del país. Va començar la seva activitat l'1 de gener de 1993 i el seu nom significa "El dos" en eslovac.